# Os Buchas
Os Buchas é uma série brasileira, exibida pelo Canal Oi, pelo Multishow e pela internet. Com roteiro de Álvaro Campos e direção de Pedro Antônio Paes, teve sua estreia dia 4 de setembro de 2009. Conta com Gregório Duvivier, Sílvio Guindane, Rafael Studart e Tatiana Muniz, como protagonistas. A série mostra os dramas do universo masculino com muitas referências da cultura pop, como quadrinhos, filmes em geral. De uma forma bem humorada apresenta fatos que acontecem na vida de um "Bucha" (gíria carioca que pode ser considerada a versão para meninos de "Maria vai com as outras").

## A Série
“Os Buchas” mostra de forma leve e bem-humorada o jovem homem contemporâneo, desconstruindo sua imagem de machão infalível. Na série, sempre existe uma mulher que fará um homem agir como um “bucha”, gíria carioca para homem inseguro, oposto do conquistador, do macho alfa.
No elenco Gregório Duvivier (Beni), Silvio Guindane (Maia), Rafael Studart (Beto) e Tatiana Muniz (Julia) vivem quatro amigos que se divertem com as suas desventuras amorosas. Beni é o bucha principal, que coleciona fracassos em relação às mulheres. Seu amigo Maia é o contraponto, conquistador, ele ganha qualquer uma com um sorriso. Mas, como qualquer homem, ele se transforma em um verdadeiro bucha quando se apaixona. O casal Beto e Julia completam o quadro de personagens mostrando as desventuras da vida a dois.
Dirigida por Pedro Antonio (Multishow Verão) e escrita por Álvaro Campos (roteirista do Furo MTV e Furfles MTV), a série, grande vencedora do Pitching Oi 2008, vem trazendo um novo estilo de humor para a TV brasileira. Um humor recheado de piadas carregadas de sarcasmo e referências da cultura pop, como quadrinhos, cinema pipoca e obras "cults e nerds" em geral.

## Elenco
Gregório Duvivier - Beni (Benício):
Formado pelo Tablado – onde entrou aos 9 anos de idade - estreou com seus colegas de curso a prestigiada peça “Z.É. – Zenas Emprovisadas” em 2003, que ganhou o prêmio Shell em 2005 e está em cartaz até hoje. No cinema, Gregório participou, dentre outros, dos longas-metragens “PodeCrer”, e “Apenas o fim”, que protagonizou, ganhador do prêmio de melhor filme pelo júri popular no Festival do Rio de 2008 e na Mostra de São Paulo do mesmo ano. Na TV, integrou o elenco do seriado “O Sistema”, na Globo, assim como do “Cilada”, no Multishow. Em 2009, interpretou Deus na peça “Apocalipse Segundo Domingos Oliveira”.
Sílvio Guindane - Murilo Maia:
Começou sua carreira como ator no filme “Como nascem os anjos”, aos 11 anos, de Murilo Salles, com o qual ganhou o Prêmio Especial do Júri no Festival de Gramado. Desde então, marca presença no cinema e na TV em trabalhos como as novelas “Andando nas Nuvens, “O Clone” e “América”, da Rede Globo, e os filmes “Orfeu”, de Cacá Diegues, “A Cartomante”, de Wagner de Assis e Pablo Uranga, “Quanto vale ou é por quilo?”, de Sérgio Bianchi e “Podecrer!”, de Arthur Fontes. Além de ator, Guindane também tem dados seus passos como diretor.
Rafael Studart - Beto: Começou sua recente carreira nos palcos graças ao incentivo de Fernando Caruso para que fizesse stand-up. Em 2007, fez sua primeira apresentação com o grupo Sindicato da Comédia, o qual foi convidado a retornar diversas vezes. Também se apresentou com o grupo Tarja Branca e Comédia em Pé. Ao final de 2008 criou o Comédia Café, com Daniel Belmonte. Em 2009, estreou na dramaturgia na primeira temporada de “Os Buchas”. Atualmente está como protagonista da série "Os Gozadores" do Multishow no papel de Jurandir.
Tatiana Muniz - Júlia: No teatro, atuou em peças como “Confissões de Adolescente”, com direção Domingos Oliveira, “Capitães da Areia”, dirigido por Victor Hugo e “Ensaio sobre a Cegueira”, texto de José Saramago e direção de Patrícia Zampiroli. Destaque também para os trabalhos em televisão de “Malhação Múltipla Escolha”, na Globo e “Floribella”, na Band. No cinema, atuou em “Simples Mortais”, com texto de Di Moretti e direção de Mauro Giuntini.
Fernando Caruso - Discípulo de Batista : Ator, diretor e autor de teatro premiado, Fernando Caruso é formado em publicidade e propaganda pela PUC-Rio, mas, desde cedo, se dedicou a área artística. Apesar da pouca idade, já participou de 15 peças, duas delas que lhe renderam prêmios, como em "Z.É. - Zenas Emprovisadas". No teatro, também se apresenta com os grupos de stand up comedy "Comédia em Pé" e "Papo Furado", além de outras participações especiais.
Na televisão, participou dos programas "Zorra total", "Os Normais", "Sob Nova Direção", "A Diarista", o seriado "Aline", em 2009, além da novela "O Clone", todos da Rede Globo. Estreou no cinema com o filme "Irma Vap" de Carla Camurati em 2005.

## Personagens
Beni (Gregório Duvivier) - Uma autoridade quando o assunto é buchice.
Tido como o exemplo mor da buchice, Beni é um jovem que coleciona fracassos amorosos e não teme em assumí-los. Apesar de sempre achar que está no caminho certo, o rapaz acaba pisando na bola e perdendo a garota dos seus sonhos da vez, protagonizando situações as mais hilárias. Apaixonado por quadrinhos, o jovem abandonou a carreira de direito para realizar um de seus sonhos: abrir um sebo. E é neste ambiente que o rapaz passa a maior parte de seu tempo, sempre junto dos amigos, e onde também vive muitas das suas peripécias amorosas, ou momentos relacionados a elas.
Maia (Silvio Guindane) - Ele acha que é garanhão. As mulheres, nem sempre.
Com pinta de conquistador inabalável, Maia passa 100% do tempo destilando sua malandragem carioca, não escondendo de quem quiser ouvir que ‘não existe mulher que resista ao seu charme’. Diante de tamanha e aparente auto-confiança, não é difícil concluir que, se pegá-las é fácil, lidar com elas depois da conquista já é outra história, quando ele mostra um nível de buchice tão grande ou maior que a dos amigos.
Beto (Rafael Studart) - Burro amarrado também pasta. Ou pelo menos tenta.
Há anos namorando Julia, Beto vive o eterno conflito do homem e a monogamia: ele adora a mulher que tem, mas, mesmo achando ela sensacional, está toda hora fantasiando sobre como seria se estivesse solteiro. Muito imaginativo e falastrão, acaba se metendo em diversas encrencas, entre as questões e desafios de um relacionamento longo e sua dificuldade em disfarçar o desejo reprimido pela solteirice.
Julia (Tatiana Muniz) - Pense num flamenguista entre botafoguenses. É tipo isso.
Bonita, divertida, inteligente, amiga, bem-humorada, sagaz. Julia é o exemplo da mulher ideal. A menina entre os meninos, se coloca no grupo de igual para igual e dá aquele toque feminino, assumindo o papel de conselheira com todo seu senso crítico. Jornalista por formação e atuação, se divide entre a carreira, o namorado Beto e seus amigos, vivendo situações de buchice por todos estes universos.
Discípulo de Batista (Fernando Caruso)
Ele é um dos maiores trabalhadores do Brasil. Não tem serviço que ele negue. E, devagarzinho, vai se tornando o mais novo elemento do grupo de amigos Buchas!

## Episódios - Primeira temporada
1- Érica
Numa festa, Beni fica encantado por Érica, uma linda e sedutora garota. Apesar dos sinais explícitos de permissão para a aproximação, Beni vive o principal dilema do universo masculino: como encarar seus medos e inseguranças numa realidade que coloca o homem como garanhão e infalível? Sempre ao seu lado nos bons e maus momentos, os amigos Maia, Beto e Júlia completam o círculo e vivem diversas situações de buchice incontestável. Ao mesmo tempo que tenta se dar bem com as mulheres e aproveitar sua solteirice, Beni não consegue esconder seu lado romântico e deixa escapar sua paixão nunca esquecida por Fernanda. No meio de toda essa trama, Nando, meio irmão de Beni, deixa São Paulo e vem o Rio em busca de praia, diversão e mulheres, tendo no irmão mais velho o exemplo de masculinidade e sucesso. Numa festa, Beni fica encantado por Érica, uma linda e sedutora garota. Apesar dos sinais explícitos de permissão para a aproximação, Beni vive o principal dilema do universo masculino: como encarar seus medos e inseguranças numa realidade que coloca o homem como garanhão e infalível? Sempre ao seu lado nos bons e maus momentos, os amigos Maia, Beto e Júlia completam o círculo e vivem diversas situações de buchice incontestável. Ao mesmo tempo que tenta se dar bem com as mulheres e aproveitar sua solteirice, Beni não consegue esconder seu lado romântico e deixa escapar sua paixão nunca esquecida por Fernanda. No meio de toda essa trama, Nando, meio irmão de Beni, deixa São Paulo e vem o Rio em busca de praia, diversão e mulheres, tendo no irmão mais velho o exemplo de masculinidade e sucesso.
2- Glorinha
Juntos há mais de três anos, Beto e Júlia vivem um relacionamento feliz. No entanto, como um legítimo homem, ele vive seduzido pela ideia do relacionamento aberto e não consegue esconder sua vontade de dar aquela “puladinha de cerca”. Na tentativa de atender sua vontade de apimentar o relacionamento, Beto propõe um sexo a três. Depois de tanto insistir, ele consegue convencer Júlia, mas começa a se ver ameaçado pela insegurança de dar conta do recado. Para ajudá-lo, aceita a sugestão de Beni e recorre aos conselhos de velhos e bons amigos: Batman, Rambo e Neo, da Matriz. Nas eternas sagas de suas aventuras com mulheres, Maia está saindo com Belle e Beni conhece Joema. Uma, independente e autoconfiante, faz Maia de gato e sapato, chegando ao ponto do mais garanhão dos buchas mostrar seu lado frágil. Já Joema, uma verdadeira “Amélia”, em poucos encontros já quer noivar com Beni. Os dois acabam encontrando uma saída inusitada para dar fim à suas histórias de bucha.
3- Juliana
Maia vê Ju no sebo de Beni e não consegue tirar da cabeça a vontade de conquistá-la. A situação seria perfeita se a bela não fosse ex-namorada de Antônio Galhardo, amigo de faculdade da galera. Ao revelar seu interesse pela jovem, Maia é imediatamente recriminado por Beto e Beni, que lembram a máxima de que “ex de amigo é homem”. Desolado com a coincidência, Maia vê a solução para seu problema na dedução lógica de Nando: se um homem não pode se relacionar com a ex de um amigo seu, a única forma de ter essa garota é tornando-se inimigo dele. A partir desse momento, Maia cria mil e uma situações para fazer Galhardo odiá-lo, mas seu tiro sai pela tangente. Enquanto isso, Beni se vê seduzido pela proposta de Juan Jorge (participação especial de Othon Bastos), um antigo cliente do sebo que aborda o jovem a fim de torná-lo seu pupilo na função de amante romântico de luxo. A possibilidade de ter as mulheres mais lindas faz Beni pensar em largar sua vida como dono de sebo para passar a vender noites de amor. O que Beni, nem Maia, imaginam é que existe mais uma coincidência que agora une os dois.
4- Cacá
Beni está completamente encantado por Michele, que, de forma extremamente sedutora, está somente interessada em usar da gentileza do rapaz. Perto dessa história está Cacá, irmã de Mi, que tenta, sem grande sucesso, abrir os olhos de Beni para a situação. Tentando sempre estar perto de Mi, Beni acaba convivendo intensamente com Cacá e descobre inúmeras afinidades entre eles. Acreditando no poder da música de José Augusto de curar dor de cotovelo, Cacá presenteia Beni com um CD do cantor. A atmosfera do artista passa a ser tão intensa, que Beni começa a ter visões do cantor e, aos poucos, começa a perceber que essa “fixação” pode não ser mero acaso. Enquanto isso, Beto e Júlia vivem mais uma questão delicada em seu relacionamento, quando ele descobre que Ju vai entrevistar, a trabalho, Mariano Rocha, um cantor famoso que estava da “lista dos três” da jovem jornalista – lista de três pessoas famosas com quem o cônjuge estaria autorizado a ter um caso extraconjugal. Beto entra em pânico diante da possibilidade dessa relação se concretizar e torna esse encontro uma verdadeira aventura. No show de Mariano, a ameaça se concretiza de onde ninguém imaginava. Participações especiais de Paulinho Serra como o pipoqueiro, Alexandre Mofati como o segurança de Mariano Rocha e José Augusto como ele mesmo.
5- Li
Num dia comum de expediente no sebo, uma cliente chama a atenção de Beni e Beto. Li, uma menina de 16 anos, se mostra muito mais atraente do que o comum para sua idade e desconcerta os dois marmanjos. Certos de que Li é muito nova para eles, têm a ideia de incentivar a aproximação entre a jovem e Nando. No meio do caminho aparece o obstinado e sedutor Maia, que, igualmente encantado com a ninfeta, aposta com Beni que ganha a gata antes de Nando. Determinado a fazer o irmão vencer essa disputa, Beni empenha todos os seus esforços e monta uma verdadeira preparação de guerra para que o irmão mais novo leve a melhor nessa batalha. Maia não contava que seu poder de sedução pudesse ter adversário ao alcance. Ao mesmo tempo, Beni conhece e intensifica sua relação com a bela Carla, uma jovem ciclista que se mostra mais que uma garota legal, uma verdadeira alma gêmea do despretensioso dono de sebo. Beni só não podia imaginar que tão perto de Carla estava seu antigo amor. Participação especial de Dandara Guerra.

## Episódios - Segunda temporada
1 - Kátia
2 - Fernanda
3 - Maga
5 - Shirley
4 - Angelica
6 - Samy